# Siergiej Awierincew (biolog)
Siergiej Awierincew (ros. Сергей Васильевич Аверинцев; ur. 1875, zm. 1957) – rosyjski i radziecki biolog, doktor zoologii (1914).
W 1900 ukończył studia przyrodnicze na Wydziale Fizyki i Matematyki Uniwersytetu Petersburskiego. Podczas studiów zgłosił się na ochotnika do walki w wojnie burskiej po stronie Burów i podróżował po Afryce. Od 1900 roku wykładał na Uniwersytecie Petersbursko-Piotrogrodzkim i pracował w instytucjach naukowych w Europie. Od 1922 był kierownikiem Centralnej Stacji Biologicznej Głównego Wydziału Naukowego w Moskwie, od 1924 roku był kierownikiem laboratorium Instytutu Badawczego Rybołówstwa, a w latach 30. XX wieku był kierownikiem Północnej Ekspedycji Śledziowej na trawlerze Kumża na Morzu Barentsa. Od 1922 wykładał w Instytucie Pedagogicznym w Twerze, a od 1933 w Fergańskim Państwowym Instytucie Pedagogicznym. W latach 1940-53 był kierownikiem katedry i profesorem w Międzynarodowej Organizacji Badań Prawnych. Jego prace obejmowały zoologię, anatomię porównawczą, ichtiologię i rybołówstwo. Syn – historyk Siergiej Awierincew . 